# Zmagoslava
Zmagoslava je žensko osebno ime.

## Izvor imena
Ime Zmagoslava je različica ženskega osebnega imena Zmaga.

## Pogostost imena
Po podatkih Statističnega urada Republike Slovenije je bilo na dan 31. decembra 2007 v Sloveniji število ženskih oseb z imenom Zmagoslava: 51.